# Antipodeus mortoni
Antipodeus mortoni is een vlokreeftensoort uit de familie van de Paramelitidae. De wetenschappelijke naam van de soort is voor het eerst geldig gepubliceerd in 1893 door Thomson.